# كريستيان ألبريشت جنسن
كريستيان ألبريشت جنسن (بالدنماركية: Christian Albrecht Jensen)‏ (و. 1792 – 1870 م) هو رسام من الدنمارك. ولد في برداشتت .
توفي في كوبنهاغن .

## التعليم
تعلم في الأكاديمية الملكية الدنماركية للفنون الجميلة

## أعمال بارزة
من أهم أعماله:
- Cathrine Jensen, f. Lorenzen, kunstnerens hustru med turban.